# Мулдоко
Мулдоко (индон. Moeldoko; род. 8 июня 1957) — индонезийский военный деятель, генерал. Главнокомандующий Национальной армией Индонезии (с августа 2013 по июль 2015), начальник штаба Сухопутных войск Индонезии (с мая по август 2013).

## Биография

### Ранние годы жизни. Образование
Родился 8 июня 1957 года в восточнояванском городе Кедири, был младшим сыном в семье из двенадцати детей. Окончил сельскохозяйственную школу в Джомбанге; в 1981 году окончил Академию Вооружённых Сил Республики Индонезии. В 2013 году получил степень доктора государственного и муниципального управления на факультете социальных и политических наук Университета Индонезия.

### Карьера
Занимал следующие должности:
- командир взвода (1981);
- командир роты (1983);
- заместитель директора Академия национальной безопасности и устойчивого развития (индон. Lemhannas; до 2010)
- Командующий XII военным округом «Танджунгпура»[индон.] (с июня по сентябрь 2010)
- Командующий III военным округом «Силиванги»[индон.] (с сентября 2010 по 2011)
- Заместитель начальника штаба Сухопутных войск Индонезии (с февраля по 20 мая 2013)
- Начальник штаба Сухопутных войск Индонезии (с 20 мая по 30 августа 2013)
- Главнокомандующий Национальной армией Индонезии (с 30 августа 2013 по 8 июля 2015)

Принимал участие в ряде военных операций, наиболее важные из них — операция Лотос, приведшая к захвату Индонезией Восточного Тимора, миротворческая миссия в Конго в составе Контингента Гаруда XI/A. Также выполнял ряд менее значимых заданий за рубежом: в Новой Зеландии (1983, 1987), Сингапуре и Японии (1991), Ираке и Кувейте (1992), США и Канаде.
В 2011 году, когда Мулдоко был командующим военным округом Силиванги, войсками, находившимися в его подчинении, была проведена операция Молитвенный коврик (индон. Operasi Sajadah), направленная на прекращение насилия между приверженцами традиционного ислама и представителями секты ахмадитов. В результате этих столкновений с обеих сторон, по официальным данным, погибло три человека и множество людей получило ранения. По заявлениям лидеров ахмадитов, поддержанным Национальной комиссией по правам человека, в столкновениях погибло шесть человек; кроме того, ахмадиты возложили ответственность за случившееся на военных, которые якобы своими неправильными действиями или бездействием спровоцировали столкновение. В связи с этим, Мулдоко заявил, что ни сам, ни его подчиненные к этому делу отношения не имеют, хотя признал, что как командующий военным округом несёт ответственность за обеспечение безопасности на его территории и сделает необходимые выводы.

### Деятельность на посту главнокомандующего
В качестве главнокомандующего НАИ Мулдоко неоднократно совершал официальные визиты за рубеж. В феврале 2014 года он встретился в Пекине с заместителем председателя Центрального военного совета Китая генерал Фань Чанлуном, обсудив с ним перспективы индонезийско-китайских отношений, сотрудничества в области использования водных ресурсов и борьбы с терроризмом, а также вопросы, связанные с многосторонними совместными учениями «Комодо». Также Мулдоко провёл встречи с министром национальной обороны Вьетнама генералом Фунг Куанг Тханем, министром обороны Филиппин Вольтером Газмином и генералом Вооружённых сил Филиппин Эммануэлем Баутистой.
За время пребывания на посту главнокомандующего Мулдоко приобрёл определённую популярность в СМИ. Так, он назывался в числе вероятных кандидатов в вице-президенты в паре с кандидатом в президенты от Демократической партии борьбы Индонезии Джоко Видодо. Также в СМИ активно обсуждалась его роль в деле борьбы с нелегальной миграцией индонезийцев в Австралию, а также его решение назвать один из кораблей ВМС Индонезии в честь морских пехотинцев, погибших в ходе индонезийско-сингапурского конфликта 1965 года.

## Награды
- Орден За военные заслуги 1 степени[22]

## Семья
Мулдоко женат, его супругу зовут Кусни Харнингсих (индон. Koesni Harningsih). В их семье двое детей — Ранди Биманторо (индон. Randy Bimantoro) и Джоанина Рахма (индон. Joanina Rachma).